# Roxy Hunter i tajemnica szamana
Roxy Hunter i tajemnica szamana (ang. Roxy Hunter and the Secret of the Shaman, 2008) – amerykański film familijny wyprodukowany przez Nickelodeon. Sequel filmu pt. Roxy Hunter i duch z 2007 roku. Film opisuje kolejne przygody Roxy Hunter i jej najlepszego przyjaciela – Maxa. Film doczekał się dwóch kontynuacji: Roxy Hunter i mityczna syrenka oraz Roxy Hunter i straszny Halloween.

## Opis fabuły
Roxy Hunter (Aria Wallace) i jej najlepszy przyjaciel Max (Demetrius Joyette) podejmują trop w poszukiwaniu prawdy, która pomoże odkryć złodzieja i sekret związany z zaginionym, unikatowym kryształem oraz odkrycie tajemnicy Szamana.

## Obsada
- Aria Wallace – Roxy Hunter
- Robin Brûlé – Susan Hunter
- Demetrius Joyette – Max
- Yannick Bisson – Jon Steadman
- Vik Sahay – Ramma
- Richard McMillan – Szaman
- Julia Richings – Pan Tibers
- Lorne Carnival – Lorne Rudy Jeleń
- Joe Pingue – Zastępca szeryfa Martin Potts
- Austin Macdonald – Andy
- Tara Shelley – Jill
- Connor Fyfe – Timmy
- Tyler Fyfe – Tommy
- Connor McCauley – Seth